# Sally Podger
Sally Podger (* 8. Februar 1962, geborene Sally Leadbeater, verheiratete Sally Wood) ist eine ehemalige englische Badmintonspielerin. Sie stammt aus einer sportbegeisterten Familie. Im neuen Jahrtausend überwand sie eine Brustkrebserkrankung.

## Karriere
Sally Podger ist eine der bekanntesten Sportlerinnen von der Insel Guernsey. 1988 wurde sie englische Meisterin. Bei der Europameisterschaft 1984 gewann sie Silber. 

## Erfolge
| Saison | Veranstaltung                             | Disziplin   | Platz | Name                                                                                          |
| ------ | ----------------------------------------- | ----------- | ----- | --------------------------------------------------------------------------------------------- |
| 1979   | Junioren-Europameisterschaft              | Damendoppel | 1     | Sally Leadbeater / Gillian Clark                                                              |
| 1979   | England: Einzelmeisterschaft der Junioren | Dameneinzel | 1     | Sally Leadbeater                                                                              |
| 1979   | Czechoslovakian International             | Damendoppel | 1     | Sally Leadbeater / Gillian Clark                                                              |
| 1979   | Irish Open                                | Dameneinzel | 1     | Sally Leadbeater                                                                              |
| 1979   | England: Einzelmeisterschaft der Junioren | Damendoppel | 1     | Sally Leadbeater / Gillian Clark                                                              |
| 1980   | England: Einzelmeisterschaft der Junioren | Damendoppel | 1     | Sally Leadbeater / Gillian Clark                                                              |
| 1980   | England: Einzelmeisterschaft der Junioren | Dameneinzel | 1     | Sally Leadbeater                                                                              |
| 1981   | Silver Bowl                               | Damendoppel | 1     | Sally Leadbeater / Helen Troke                                                                |
| 1981   | Swedish Open                              | Damendoppel | 1     | Nora Perry / Sally Leadbeater                                                                 |
| 1982   | Welsh International                       | Dameneinzel | 1     | Sally Podger                                                                                  |
| 1982   | Canadian Open                             | Dameneinzel | 1     | Sally Podger                                                                                  |
| 1983   | Scottish Open                             | Dameneinzel | 1     | Sally Podger                                                                                  |
| 1983   | Welsh International                       | Dameneinzel | 1     | Sally Podger                                                                                  |
| 1983   | Canadian Open                             | Damendoppel | 1     | Sally Podger / Karen Beckman                                                                  |
| 1983   | Dutch Open                                | Dameneinzel | 1     | Sally Podger                                                                                  |
| 1984   | Belgian International                     | Dameneinzel | 1     | Sally Podger                                                                                  |
| 1984   | Europameisterschaft                       | Mannschaft  | 1     | England (Steve Baddeley, Helen Troke, Sally Podger, Karen Beckman, Martin Dew, Mike Tredgett) |
| 1984   | Europameisterschaft                       | Dameneinzel | 2     | Sally Podger                                                                                  |
| 1984   | Scottish Open                             | Dameneinzel | 1     | Sally Podger                                                                                  |
| 1984   | Belgian International                     | Damendoppel | 1     | Sally Podger / Lena Staxler                                                                   |
| 1984   | Irish Open                                | Dameneinzel | 1     | Sally Podger                                                                                  |
| 1984   | Irish Open                                | Damendoppel | 1     | Sally Podger / Barbara Sutton                                                                 |
| 1985   | Island Games                              | Dameneinzel | 1     | Sally Podger                                                                                  |
| 1985   | Island Games                              | Damendoppel | 1     | Sally Podger / Wendy Luxton                                                                   |
| 1985   | Belgian International                     | Dameneinzel | 1     | Sally Podger                                                                                  |
| 1985   | Belgian International                     | Damendoppel | 1     | Sally Podger / Lena Staxler                                                                   |
| 1987   | Island Games                              | Damendoppel | 1     | Sally Podger / Wendy Luxton                                                                   |
| 1987   | Island Games                              | Dameneinzel | 1     | Sally Podger                                                                                  |
| 1988   | England: Einzelmeisterschaften            | Dameneinzel | 1     | Sally Podger                                                                                  |
| 1997   | Jersey Open                               | Damendoppel | 1     | Sarah Le Moigne / Sally Wood                                                                  |
| 2003   | Island Games                              | Damendoppel | 1     | Sarah Garbutt / Sally Wood                                                                    |
| 2003   | Island Games                              | Mixed       | 1     | Darren Le Tissier / Sally Wood                                                                |